# Императорски култ
Императорският култ религиозен култ в Римската империя, идентифициращ императорите и някои членове на техните семейства с божествено санкционираната власт в Рим. Основата на императорския култ е формулирана през първите години на Принципата и през следващите години той бързо се налага в цялата империя с отчетливи местни вариации.